# بوستان دانشجو
بوستان دانشجو که تا پیش از انقلاب ۱۳۵۷ ایران، پارک پهلوی نام داشت، در خیابان انقلاب اسلامی (شاه‌رضای سابق) و در نزدیکی چهارراه ولیعصر(پهلوی سابق) تقاطع خیابان ولیعصر و خیابان انقلاب در همسایگی مجموعه تئاتر شهر تهران قرار گرفته‌است. این پارک توسط بیژن صفاری طراحی و ساختش در سال ۱۳۴۲ پایان یافته‌است. پارک دانشجو از شمال به خیابان انقلاب، از غرب به خیابان ولیعصر و از شرق به خیابان رازی محدود است.
نام پیشین پارک دانشجو «پارک پهلوی» بوده‌است که در زمینی به مساحت ۳۲۰۰۰ متر مربع احداث شده و شامل سالن تئاتر شهر، کتابخانه دانشجو، زمین بازی کودکان، سرویس بهداشتی و بوفه است.
در سالهای اخیر شهرداری تهران اقدام به ساخت ایستگاه متروی تئاتر شهر در ضلع شمال غربی و مجتمع فرهنگی مذهبی ولی عصر در ضلع جنوب غربی این پارک نموده‌است.
پارک دانشجو به جهت نزدیکی به چهارراه ولیعصر، تئاتر شهر، تالار وحدت، دانشگاه تهران و دانشگاه صنعتی امیرکبیر از اهمیت و شلوغی زیاد همراه است. همچنین پارک دانشجو از دیرباز محلی برای گردهمایی دگرباشان جنسی در تهران بود.

## حضورجامعهٔ ال‌جی‌بی‌تی
به نوشتهٔ روزنامهٔ جوان این پارک دهه‌هاست با دگرباشی پیوند دارد. بی‌بی‌سی فارسی و خبرگزاری مشرق از این پارک به عنوان پاتوق همجنسگرایان و خبرگزاری موج از آن به عنوان پاتوق ترنسکشوال‌ها یاد کرده‌اند.

### درخواست محصور سازی پارک
به دلیل آسیبهای مختلف هنرمندان از شهرداری خواسته بودند با ایجاد حصار فضای پارک را از تئاتر شهر جدا کند.

## نگارخانه

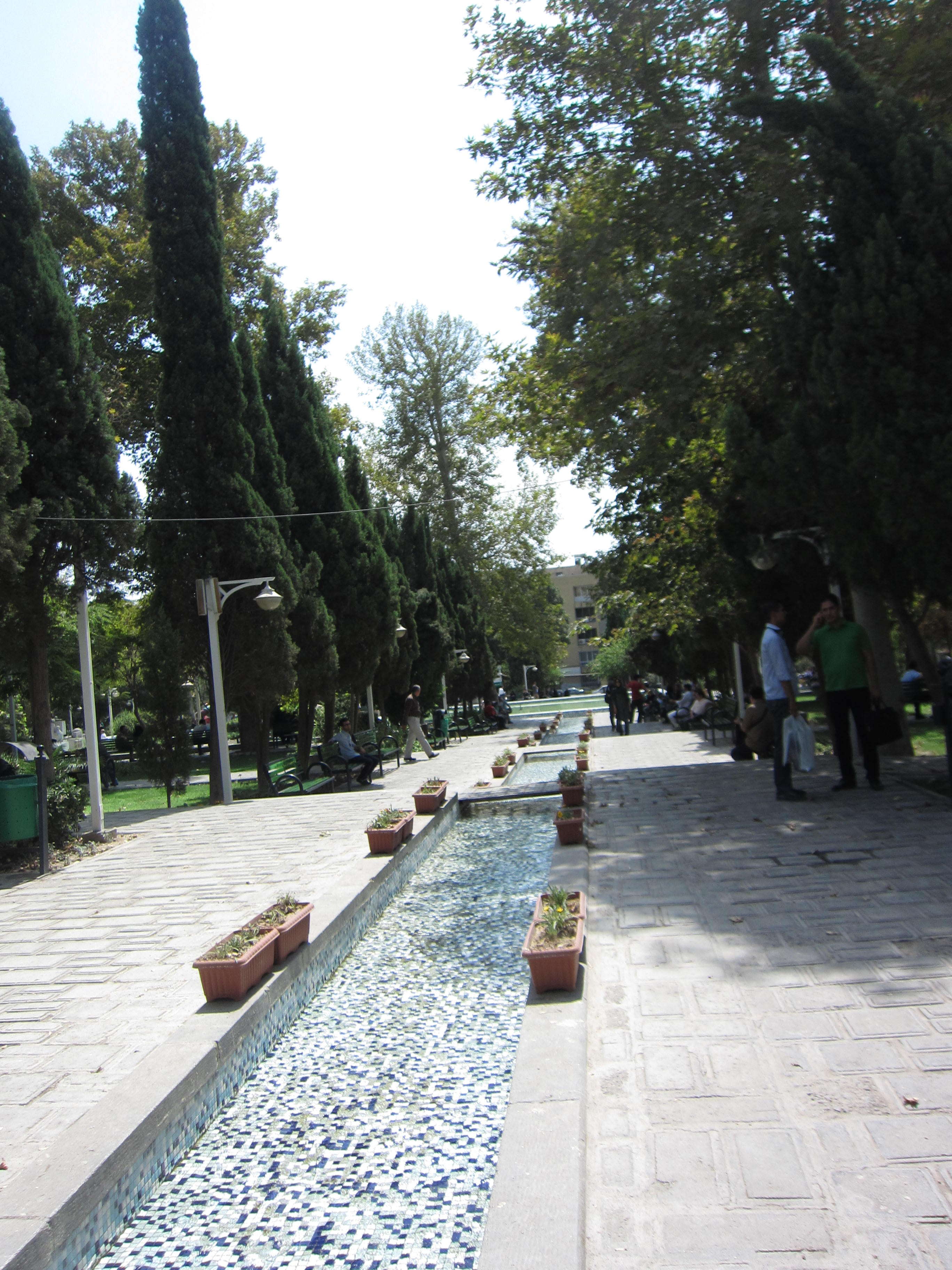
بوستان دانشجو در تهران، شهریور ۱۳۹۳
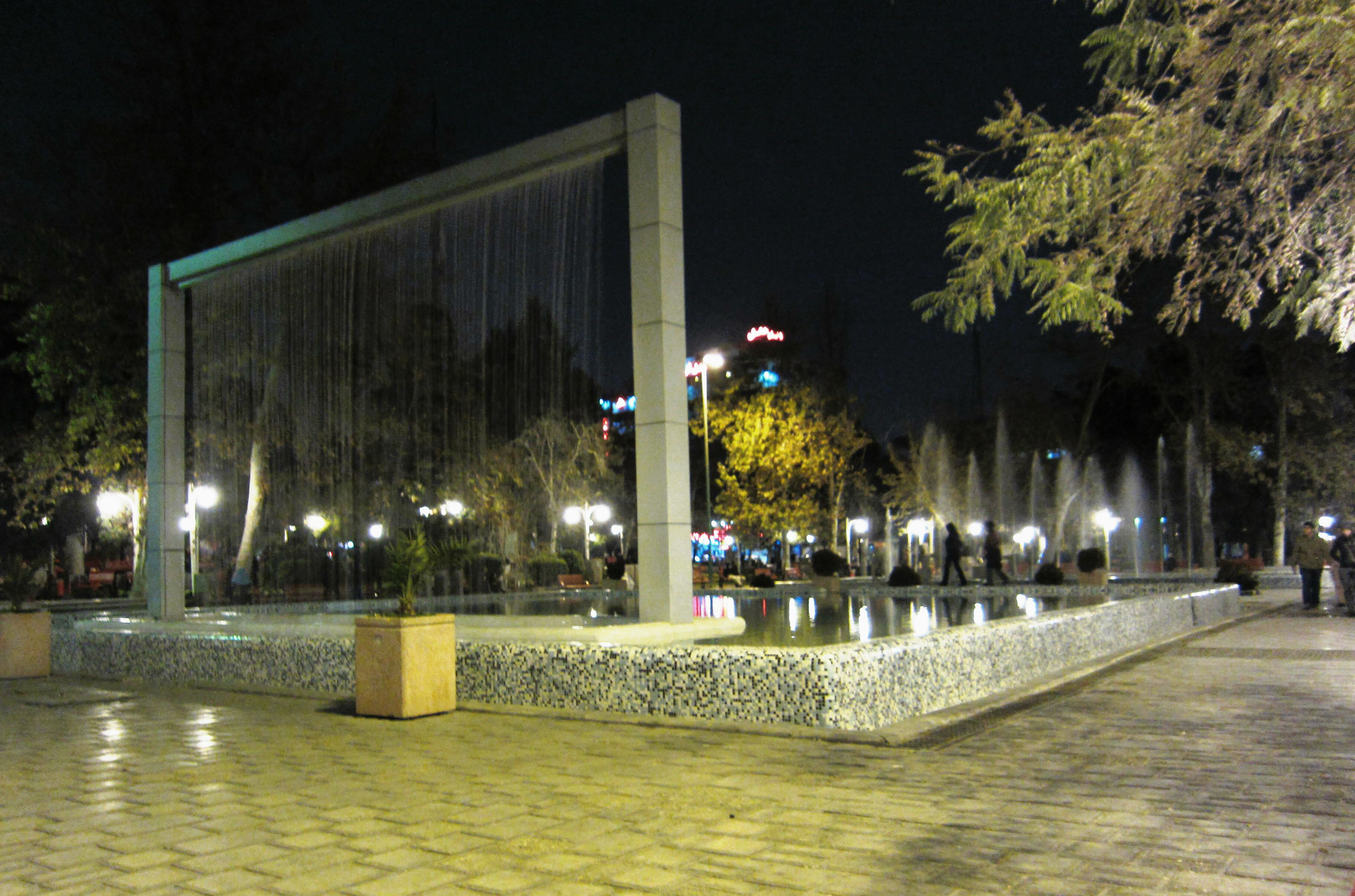
آب‌نمای پارک دانشجو، دی ۱۳۹۴
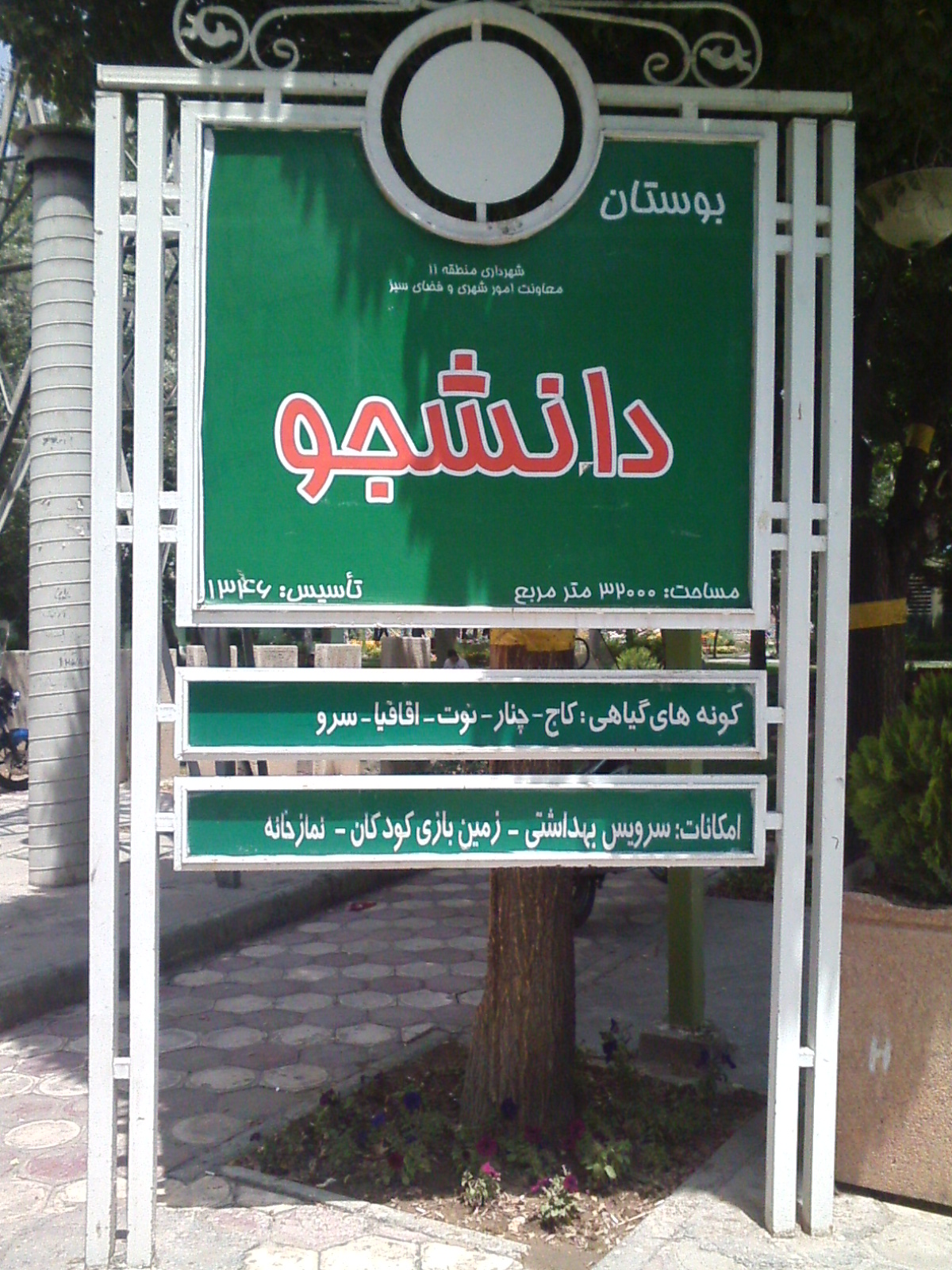
بوستان دانشجو